# Georges Pitoëff
Georges Pitoëff (4 de septiembre de 1884, Tiflis, Imperio ruso - 17 de septiembre de 1939, Bellevue, Ginebra, Suiza) fue un actor, director de escena, traductor y escenógrafo francés de origen armenio y ruso. Director, entre otros, del Théâtre des Champs-Elysées y Théâtre des Mathurins de París, creó su propia compañía, la Compañía (o Teatro) Georges Pitoëff, con actores relevantes de la escena francesa. Era miembro del llamado Cartel de los Cuatros (Cartel des Quatres) que fundó en 1927 junto con los directores de escena y directores de teatro Louis Jouvet, Charles Dullin y Gaston Baty, cuyo principal objetivo era la difusión del teatro de vanguardia de los años 1920.

## Biografía

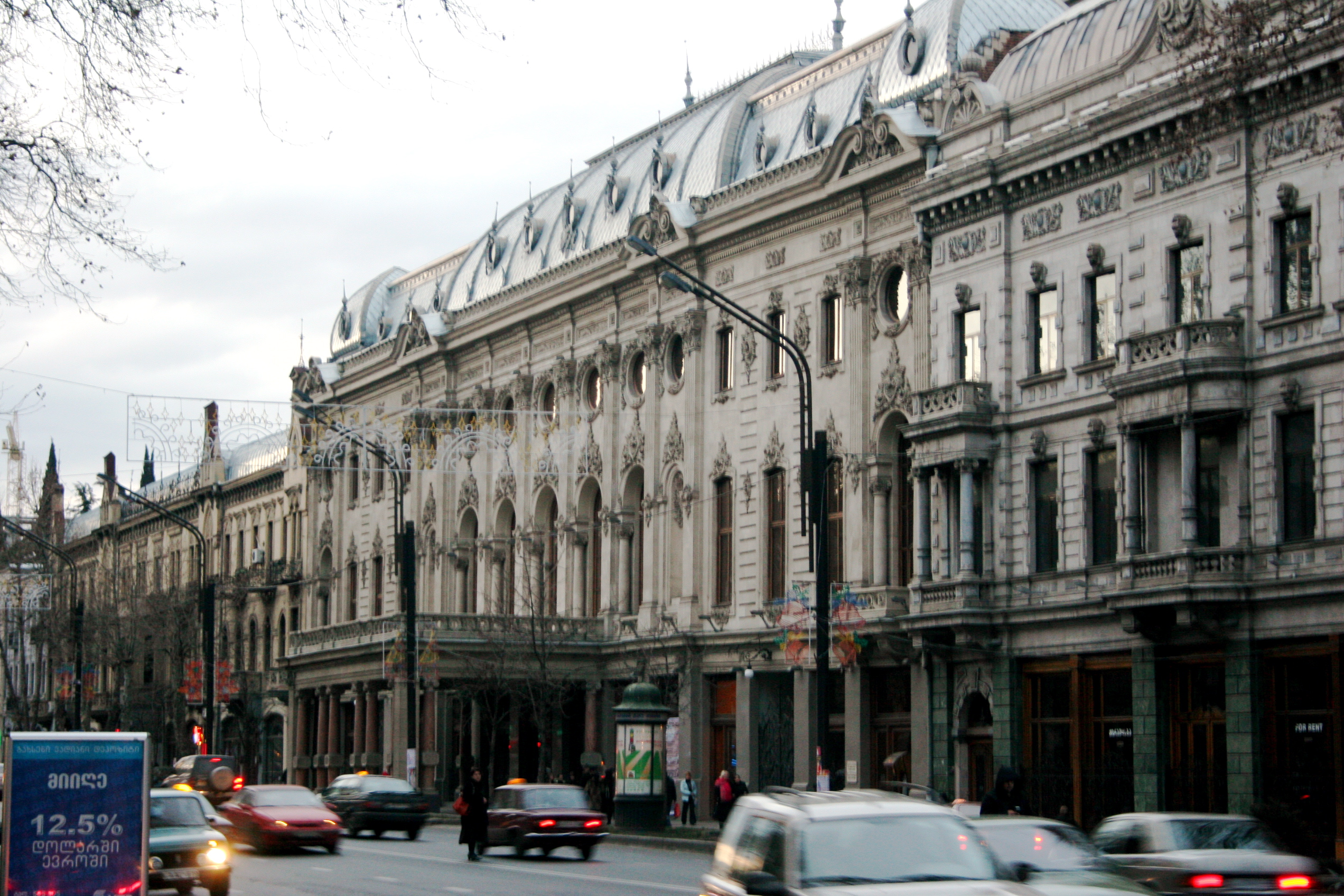
El Teatro Nacional Rustaveli de Tiflis, en Georgia, llamado antiguamente Golovinski.

De padre armenio (Pitoyan, luego Pitoyev) y madre rusa, nació en el seno de una familia de ricos negociantes que habían sido ennoblecidos. La pasión por el teatro estaba muy araígada en la familia. Su tío Isaí había fundado el "Círculo de los Artistas" y había construido en Tiflis un edificio que albergaba una sala de teatro, una sala de conciertos y una sala de baile. Su padre, Iván Pitoëff, había dejado las oficinas del comercio familiar par reinvertir parte de los beneficios en empresas teatrales. Después de constituir su propia compañía y de alquilar y dirigir un teatro de la ciudad de Tiflis en 1888, fue nombrado director del teatro Golovinski Prospect, un nuevo teatro estatal que acababa de ser inaugurado en esta misma ciudad. Según relata Ludmilla Pitoëff, recibía “los más brillantes artistas de la época, compañías francesas, actores italianos, cantantes rusos y vieneses.”
En 1902, la familia Pitoëff se traslada a Moscú, donde Georges cursa una carrera de ingeniero de Caminos, sin abandonar su pasión por el teatro. Asiste asiduamente a los espectáculos montados por Stanislavski en su Teatro de Arte. Debuta en 1908 en San Petersburgo, y sale de gira por toda Rusia con la compañía de Gaïdebourov. En 1913, dirige el teatro Nuestro Teatro, en un barrio popular de San Petersburgo, donde monta obras de Henrik Ibsen, Oscar Wilde, Arthur Schnitzler y George Bernard Shaw. Después de la muerte de su madre, se marcha a París con su padre en 1914, donde se casa con Ludmilla, una actriz rusa. Se trasladan en 1916 a Ginebra, donde dirigen una pequeña sala de las afueras, en Plainpalais.

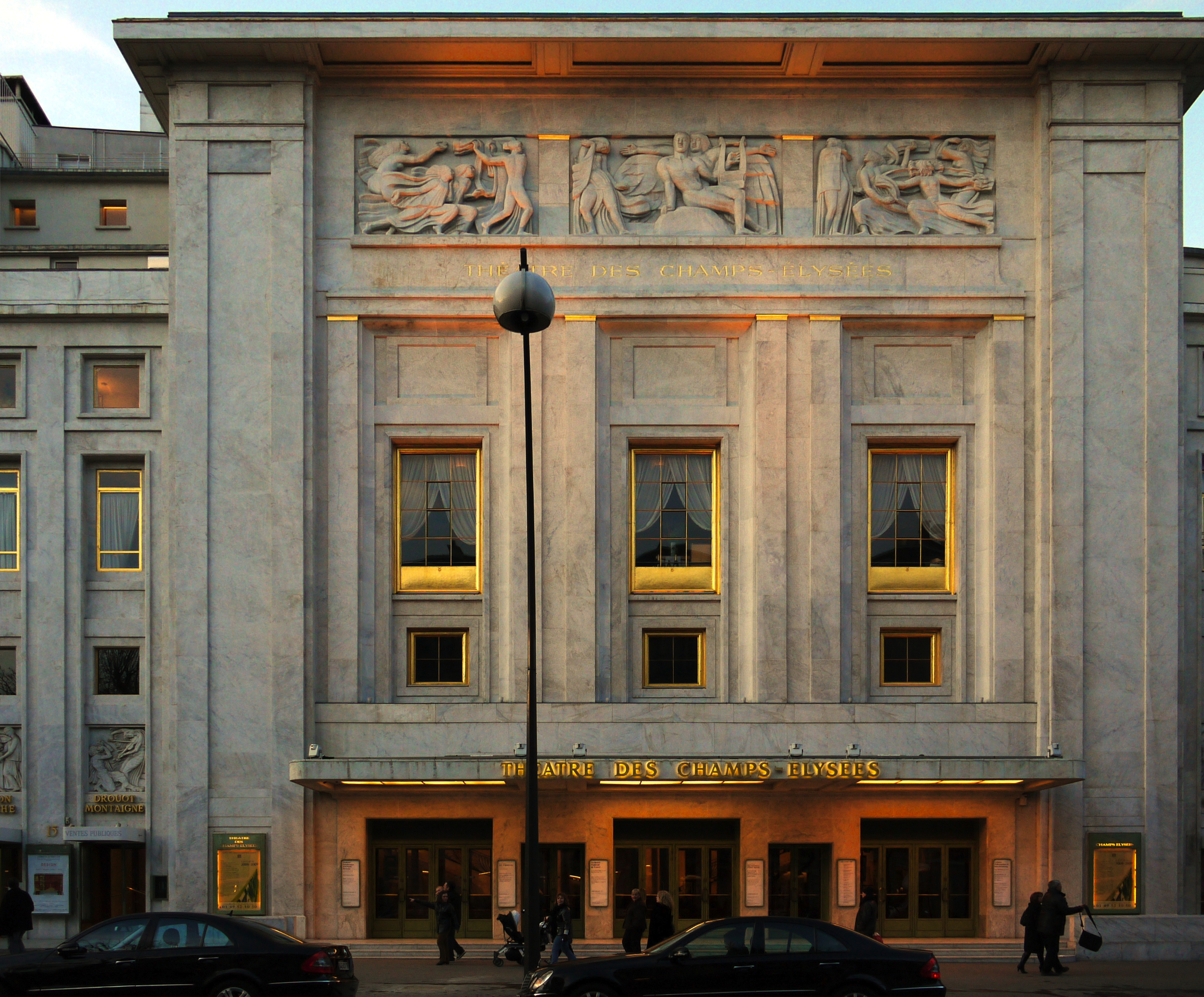
Théâtre des Champs-Elysées, París.

En octubre de 1918, Georges Pitoëff funda su compañía, el Teatro Pitoëff (que contaba a Antonin Artaud entre sus actores), que es invitado en varias ocasiones en teatros parisinos como el Théâtre des Arts, el Teatro Moncey y el Théâtre du Vieux-Colombier, entre 1919 y 1921. En enero de 1922, los Pitoëff dejan Ginebra por París, donde trabajan con Jacques Hébertot en la Comédie des Champs-Elysées. Adquieren la nacionalidad francesa al poco tiempo de instalarse en París.
Entre octubre de 1924 y julio de 1927, Georges Pitoëff trabaja para el Théâtre des Arts, dirigido por Rodolphe Darzens. Después de una gira por Europa en 1926, estará un año en el Théâtre des Mathurins, dirigido por René Saunier. En octubre de 1928, vuelve al Théâtre des Arts hasta julio de 1931. Se instala luego en el Teatro Albert I, y dirige el Théâtre de l’Avenue de febrero de 1932 a mayo de 1933. En octubre de 1934, es nombrado director del Théâtre des Mathurins, puesto que ocupará hasta 1939.

## Un hombre de teatro polifacético
Hombre dotado de una increíble capacidad de trabajo, Georges Pitoëff desempeñaba varias profesiones a la vez. No solamente llevaba la dirección artística de los teatros por los que pasó, sino que era actor, director de escena, escenógrafo, figurinista y traductor, contando con la inestimable colaboración de su mujer, Ludmilla, con la que tuvo 7 hijos. 
Entre 1915 y 1939, Georges Pitoëff montó 210 obras. Su obsesión por la creación le llevaba a menudo a interrumpir un espectáculo con éxito de público para estrenar otro. Esto explica en parte las recurrentes dificultades económicas de los teatros que dirigió.
Una parte importante de su repertorio estaba dedicaba a los autores extranjeros como Chéjov, Ibsen, Shaw, Strindberg, Tagore, Pirandello, Synge, Tolstoi, Shakespeare. Se preocupaba por la nueva dramaturgia francesa, estrenando obras de Anouilh, Duhamel, Paul Claudel y Maeterlinck.
Entre sus traducciones, destacan la de Tío Vania y de Las tres hermanas, de Chéjov (en 1921 y 1929 respectivamente), y la de Romeo y Julieta, de Shakespeare, que realizó en colaboración con Pierre-Jean Jouve.
El autor y director de escena español Francisco Nieva describe así a Georges Pitoëff:

Georges Pitoëff es el mejor ejemplo de la importancia que tiene en el teatro la unión de la escenografía y la dirección escénica. Pitoëff era un creador total de su teatro, y el único responsable de los resultados obtenidos. Personalidad demasiado fuerte para soportar un escenógrafo a su lado, Pitoëff hacia todo él mimo: decorados, figurines, puesta en escena, etcétera. Seguido y estimulado por una pequeña fracción del público, en general por intelectuales ese hombre admirable hacía olvidar la pobreza de espectáculos por su clima altamente unitario y sugestivo.
Francisco Nieva, Tratado de escenografía, 2ª edición, Editorial Fundamentos, Ensayos y Manuales Resad.

Su ritmo frenético de creación se veía facilitado por unas escenografías despojadas de todo elemento superfluo, cuya iluminación era sobria y precisa. Georges Pitoëff sabía montar espectáculos memorables con una gran economía de medios escénicos. En Seis personajes en busca de autor, de Pirandello (abril de 1923), prescindió de decorado y hacía entrar y salir a los actores por el montacargas del escenario. En Les ratés, de Henri René Lenormand (mayo de 1920), creó espacios delimitados por dos telones que se deslizaban lateralmente. Para Hamlet, imaginó un decorado único en el que unos paneles definían hasta 27 lugares distintos. Los bocetos de sus escenografías, con colores vivos y trazados geométricos sencillos, recuerdan a los cuadros de los pintores rusos Vasili Kandinski y Kazimir Malévich. 
A diferencia de Stanislavski, que propugnaba un teatro “real”, Pitoëff se inclinaba por un “teatro que abre las puertas del reino de los sueños”. Procuraba dar mayor relevancia al juego de los actores, partiendo de una profunda reflexión sobre las intenciones verdaderas del autor. Aunque Georges Pitoëff destacó como actor, su acento ruso le impidió entrar en la compañía de la Comédie Française.
A partir de 1927, como miembro del “Cartel de los Cuatro” con Charles Dullin, Louis Jouvet y Gaston Baty, contribuyó al progreso del razonamiento y de la teorización del arte teatral. Aunque la gestión financiera no fuera su punto fuerte, reflexionó sobre el funcionamiento y la financiación de los teatros, reclamando una mayor implicación del Estado.
Es padre del actor y director de escena francés Sacha Pitoëff (Ginebra, 11 de marzo de 1920 - París, 21 de julio de 1990).

## Trayectoria teatral
- Oncle Vania de Anton Chejov (en ruso) (1915)
- Hedda Gabler de Henrik Ibsen (1915)
- Sans argent de Iván Turguénev (en ruso) (1915)
- Les Tréteaux de Alexandre Blok (1916)
- Le Festin pendant la peste de Aleksandr Pushkin (1916)
- La Demande de Anton Chejov  (1916)
- Les Revenants de Henrik Ibsen (1916)
- Chanson de amour de Nahapet Koutchak (1916)
- Candida de George Bernard Shaw,  (1916)
- Les Violons de automne de Sourgoutchev (en ruso), (1916)
- La Neige de Przybysewski, Casino de Saint-Pierre (1917)
- Le Revizor de Nicolas Gogol,  (1917)
- La Puissance des ténèbres de León Tolstói (1917)
- L’Échange de Paul Claudel,  (1917)
- Au-dessus des forces humaines de Bjørnstjerne Bjørnson (1917)
- Sœur Béatrice de Maurice Maeterlinck (1918)
- Celui qui reçoit les gifles de Leónidas Andreiev (1918)
- La Vénus du lac et Halte au village de Fernand Chavannes (1918)
- L'Estomac de Brantmay (1918)
- Amour et géographie de Bjørnstjerne Bjørnson (1918)
- L'Amour africain de Prosper Mérimée (1918)
- Edifice sur le sable de André Schlemmer (1918)
- Dans l'ombre des statues de Georges Duhamel (1918)
- Le Cadavre vivant de León Tolstói (1918)
- La Locandiera de Carlo Goldoni (1918)
- Le Soldat de chocolat de George Bernard Shaw (1918)
- La Ville morte de Gabriele D'Annunzio (1918)
- Le temps est un songe de Henri-René Lenormand (1919)
- L'Habit vert de Émile Augier et Alfred de Musset (1919)
- Le Canard sauvage de Henrik Ibsen (1919)
- L'Orage de Aleksandr Ostrovski (1919)
- Mademoiselle Julie de August Strindberg (1919)
- Le Baladin du monde occidental de John Millington Synge (1919)
- Deburau de Sacha Guitry (1919)
- Sacrifice de Rabindranath Tagore (1919)
- Le Miracle de Saint-Antoine de Maurice Maeterlinck (1919)
- Toutes les âmes de Hermann Heyermans (1919)
- Le Disciple du diable de George Bernard Shaw (1919)
- Vocalises de Mathias Morhardt (1919)
- Les Ratés de Henri-René Lenormand (1920)
- Rosmersholm de Henrik Ibsen (1920)
- Ma femme danseuse de Louis Delluc (1920)
- Clarté de Charles Oulmont (1920)
- Les Noces du rétameur de John Millington Synge (1920)
- Toutes les qualités viennent de elle de León Tolstói (1920)
- Le Père de August Strindberg (1920)
- Galatée de Alfred Mortier (1920)
- L'Oiseau bleu de Maurice Maeterlinck (1920)
- Lapointe et Ropiteau de Georges Duhamel (1920)
- Le Chant du cygne de Anton Chejov  (1920)
- La Porte de prison de Lady Gregory (1920)
- Mesure pour mesure de William Shakespeare (1920)
- Karma de Comtesse Prozor (1920)
- Bourg Saint-Maurice de Fernand Chavannes (1920)
- La Maison du bon Dieu de Edmond Fleg (1920)
- Le Paquebot Tenacity de Charles Vildrac (1920)
- La Mort de Tintagile de Maurice Maeterlinck (1920)
- Hamlet de William Shakespeare (1920)
- La Naissance de la paix de René Descartes (1920)
- Dans les bas-fonds de Máximo Gorki (1920)
- Oncle Vania de Anton Chejov (1921)
- La Vie de une femme de Saint-Georges de Bouhélier (1921)
- Quand vous voudrez de Georges Duhamel (1921)
- Celui qui reçoit les gifles de Leónidas Andreiev, (1921)
- La Mouette de Anton Chejov (1921)
- Macbeth de William Shakespeare (1921)
- La Dame aux camélias de Alexandre Dumas hijo (1921)
- Salomé de Oscar Wilde (1921)
- Androclès et le lion de George Bernard Shaw (1921)
- Magie de Gilbert Keith Chesterton (1922)
- Le Mangeur de rêves de Henri-René Lenormand (1922)
- Tête à tête de Robert de Traz (1922)
- Le Portrait de Dorian Gray de Oscar Wilde, adaptación Fernand Nozière,  (1922)
- Mademoiselle Bourrat de Claude Anet,  (1923)
- Six personnages en quête de auteur de Luigi Pirandello,  (1923)
- Liliom de Ferenc Molnár,  (1923)
- La Journée des aveux de Georges Duhamel,   (1923)
- L'Indigent de Charles Vildrac,   (1923)
- La Petite Baraque de Alexandre Blok,  (1923)
- Au seuil du royaume de Knut Hamsun,  (1924)
- Celui qui reçoit les gifles de Leónidas Andreiev,  (1924)
- L'Histoire du soldat de Charles Ferdinand Ramuz e Igor Stravinski,  (1924)
- Henri IV de Luigi Pirandello,  (1925)
- Sainte Jeanne de George Bernard Shaw,  (1925)
- Le Juif du pape de Edmond Fleg,  (1925)
- Le Lâche de Henri-René Lenormand,  (1925)
- L'Assoiffé de A. Derera,  (1925)
- L'Un de eux de Émile Mazaud,  (1926)
- L'Âme en peine de Jean-Jacques Bernard,  (1926)
- Comme ci (ou comme ça) de Luigi Pirandello,  (1926)
- Orphée de Jean Cocteau,  (1926)
- Et dzim la la... de Marcel Achard,  (1926)
- Sardanapale de Boussac de Saint-Marc,  (1926)
- Jean Le Maufranc de Jules Romains,  (1926)
- Le Marchand de regrets de Fernand Crommelynck,  (1927)
- Mixture de Henri-René Lenormand,  (1927)
- Brand de Henrik Ibsen,   (1928)
- La Maison des cœurs brisés de George Bernard Shaw,  (1928)
- La Célèbre Histoire de Saint-Georges de Bouhélier,  (1928)
- Adam, Eve et Cie de Balgi,  (1928)
- Les Revenants de Henrik Ibsen,    (1928)
- Hamlet de William Shakespeare,   (1928)
- Mademoiselle Bourrat de Claude Anet,   (1928)
- La Communion des Saints de Magdeleine Bérubet,  (1928)
- César et Cléopâtre de George Bernard Shaw,  (1928)
- Les Trois Sœurs de Antón Chejov,   (1929)
- Vivre de Yves Le Gouriadec y Bernard Flurscheim,   (1929)
- Le Vray Procès de Jehanne de Arc, montage de Georges Pitoëff y René Arnaud,   (1929)
- Le Singe velu de Eugene O'Neill,   (1929)
- Magie de Léon Chancerel y Francis Chavannes,  (1929)
- Les Criminels de Ferdinand Bruckner,  (1929)
- Maison de poupée de Henrik Ibsen, (1930)
- Les Hommes de Paul Vialar,  (1931)
- La Charette des pommes de George Bernard Shaw,  (1931)
- La Belle Hotesse de Carlo Goldoni (1931)
- Œdipe de André Gide,  (1932)
- La Belle au bois de Jules Supervielle,  (1932)
- Plus jamais ça de Fred Angermayer,  (1932)
- Médée de Séneca,  (1932)
- Joe et Cie de Hjalmar Bergman,  (1932)
- La Louise de Jean-Jacques Bernard,  (1932)
- Fait divers de Gobius,  (1932)
- La Ronde de Arthur Schnitzler,  (1932)
- Marc-Aurèle de Jean Le Marois,  (1933)
- Les Gants blancs de Hjalmar Bergman,  (1933)
- Les Juifs de Alekséi Chírikov,  (1933)
- Libeleï et Les Derniers Masques de Arthur Schnitzler,  (1933)
- La Polka des chaises de Ronald Mackenzie,  (1933)
- Le Canard sauvage de Henrik Ibsen,  (1934)
- Louison de Alfred de Musset, Château de Coppet (1934)
- Intermèdes de Jean Le Marois, (1934)
- Les Revenants de Henrik Ibsen,  (1934)
- Le Canard sauvage de Henrik Ibsen,  (1934)
- Le Chef de Drieu La Rochelle,  (1934)
- Sainte Jeanne de George Bernard Shaw,   (1934)
- Dieu sait pourquoi ? de Steve Passeur, (1935)
- Ce soir on improvise de Luigi Pirandello,  (1935)
- La Créature de Ferdinand Bruckner,  (1935)
- Je vivrai un grand amour de Steve Passeur,  (1935)
- La Complainte de Pranzini et de Thérèse de Lisieux de Henri Ghéon,  (1935)
- Le Héros et le soldat de George Bernard Shaw,  (1935)
- Le Merveilleux Alliage de Vladimir Kirchon,  (1936)
- La Folle du ciel de Henri-René Lenormand,  (1936)
- Poucette de Charles Vildrac,  (1936)
- Tu ne m'échapperas jamais de Margaret Kennedy,   (1936)
- Dieu sait pourquoi ? de Steve Passeur, (1936)
- Angelica de Léo Ferrero,   (1936)
- Quand vous voudrez de Georges Duhamel,  (1936)
- Maison de poupée de Henrik Ibsen,   (1936)
- Six personnages en quête de auteur de Luigi Pirandello,  (1937)
- Le Voyageur sans bagage de Jean Anouilh,  (1937)
- Amal et la lettre du roi de Rabindranath Tagore, traductor André Gide, música Darius Milhaud,  (1937)
- Lapointe et Ropiteau de Georges Duhamel,  (1937)
- Le Testament de la tante Caroline de Albert Roussel, Opéra-Comique (1937)
- La Tragédie de Roméo et Juliette de William Shakespeare,  (1937)
- Eve de Jean Yole, (1937)
- Kirika de Georges Ciprian,  (1937)
- Des abeilles sur le pont supérieur de John Boynton Priestley,  (1937)
- Celui qui reçoit les gifles de Leónidas Andreiev,  (1937)
- L’Échange de Paul Claudel,   (1937)
- La Sauvage de Jean Anouilh,  (1938)
- L'argent n'a pas de odeur de George Bernard Shaw,  (1938)
- La Première Famille de Jules Supervielle,  (1938)
- Là-bas de Titayna,  (1938)
- La Mouette de Anton Chejov,  (1939)
- La Fenêtre ouverte de Maurice Martin du Gard,  (1938)
- Un ennemi du peuple de Henrik Ibsen,  (1939)
- La Dame aux camélias de Alexandre Dumas hijo,  (1939)

### Fuente utilizada
- Jomaron, Jacqueline. Georges Pitoëff, metteur en scène. Editorial L’Age d’Homme, 1979, 369 páginas. ISBN 2825132829, 9782825132821